# Chiesa di San Michele Arcangelo (Oratoio)
La chiesa di San Michele Arcangelo è una chiesa di Pisa, situata nel quartiere di Oratoio.

## Storia e descrizione
Il primo documento che citi l'edificio religioso risale al 1138, anche se la dedica a san Michele Arcangelo fa pensare a un culto più antico, forse di epoca longobarda. Anche dall'analisi delle strutture murarie si è ipotizzato che il nucleo più antico della chiesa risalga al IX o al X secolo, successivamente ampliato e rialzato tra la fine del XI e l'inizio del XII secolo. A quest'epoca risalirebbe anche il campanile, analogo ad altri esempi coevi in Pisa, come quello della chiesa di San Michele degli Scalzi o della basilica di San Pietro Apostolo a San Piero a Grado.
Una terza fase costruttiva viene indicata generalmente alla fine del XII secolo, con un allargamento verso nord e verso est, alzando ulteriormente il soffitto.
Infine l'aspetto attuale deriverebbe dall'allungamento definitivo della navata operato nel XIII secolo.
Nel corso dei secoli la chiesa ha subito ulteriori modifiche, nel XVIII secolo il paramento murario in pietra verrucana fu coperto da intonaco (poi rimosso durante i restauri del 1967).
Nel 1870-1871 venne ingrandita la chiesa, purtroppo abbattendo l'abside medievale e costruendo due nuove cappelle laterali, intervento dovuto alla crescita demografica.
Il tetto della chiesa fu restaurato nel 1991 per urgenti lavori di riconsolidamento e messa in sicurezza; con l'occasione venne spostato l'altar maggiore ottocentesco (in una cappella laterale) e costruito un nuovo essenziale altare in pietra (usando pietre medievali di recupero della stessa chiesa).
La facciata presenta due oculi, mentre l'interno ha mantenuto la semplice decorazione di stampo medievale, arricchita da alcune pale d'altare durante i secoli. Tra queste il dipinto di Achille Soli dedicato alla Madonna del Rosario (1596) e la cornice ottocentesca con i Quindici misteri (opera del 1820 di Bernardino Secchi, pittore lucchese) e un dipinto settecentesco dedicato all'Angelo custode.